# Sanitätskommando 800
Das Sanitätskommando 800 war eines der Sanitätskommandos des Heeres der Bundeswehr. Der Stabssitz war Mönchengladbach. Das Sanitätskommando war dem Territorialkommando Nord unterstellt.

## Aufträge
Das Sanitätskommando bündelte auf Ebene des Territorialkommandos die Sanitätstruppen des Territorialheeres. Auftrag war vorrangig die sanitätsdienstliche Versorgung der Soldaten des Territorialheeres insbesondere der direkt dem Territorialkommando Nord unterstellten Truppenteile in einem oder mehreren dazu einzurichtenden Hauptverbandplätzen. Lageabhängig unterstützte das Sanitätskommando die Sanitätsregimenter der Wehrbereiche des Territorialkommandos und das Sanitätskommando 1 des Feldheeres. Hauptptauftrag war der Aufbau und Betrieb einer Reservelazarettorganisation im rückwärtigen Gebiet, teils im benachbarten Belgien und in den Niederlanden. In der Rettungskette der Bundeswehr nahmen die Sanitätskommandos die oberste Stufe ein. Unterstützt durch die Krankenkraftwagen der Krankentransportbataillone und die schienengebundenen Krankentransportzüge des Sanitätskommandos 1 und der den Wehrbereichskommandos unterstellten Sanitätsregimentern, war das Sanitätskommando in der Lage mit eigenen Krankentransportzügen auf dem Schienenweg Verwundete aus den vorgeschobenen Reservelazaretten der Lazarettregimenter und aus den Verbandplätzen zu übernehmen und in die rückwärtigen Reservelazarette des Territorialheeres zu befördern, wo die weitere Behandlung und Genesung vorgesehen war. Der Kommandeur des Sanitätskommandos als Leitender Sanitätsoffizier des Territorialkommandos und die nachgeordneten Sanitätsoffiziere berieten den Befehlshaber des Territorialkommandos in sanitätsdienstlichen und wehrmedizinischen Fachfragen. Im Rahmen der zivil-militärischen Zusammenarbeit leistete das Sanitätskommando Katastrophenhilfe.
Im Frieden bestand das Sanitätskommando um 1989 nur aus wenigen aktiven Truppenteilen und nur wenigen aktiven Soldaten. Stattdessen musste das eingelagerte Gerät erst im Verteidigungsfall mobil gemacht oder von zivilen Organisationen eingezogen werden. Wesentliches Element für den  Aufwuchs war die Einberufung von Reservisten, darunter insbesondere Reservesanitätsoffiziere. In stärkerem Maß als in anderen Bereichen der Bundeswehr wurden zivile Kräfte wie ungediente Ärzte, Sanitäter, Krankenpfleger und Krankenschwestern für den Betrieb der Reservelazarette eingeplant. Insgesamt entsprach die Größe des Sanitätskommandos nach der Mobilmachung mit etwa 9900 Soldaten und rund 2000 Zivilbeschäftigten in etwa der Größe von zwei Brigaden des Feldheeres.

## Gliederung
Um 1989 gliederte sich das Sanitätskommando grob in:
- Stab/Stabskompanie Sanitätskommando 800, Mönchengladbach
  -  Sanitätsbataillon 801 (GerEinh), Xanten
  -  Sanitätsbataillon 802 (GerEinh), Bückeburg
  -  Sanitätsbataillon 803 (GerEinh), Gütersloh
  -  Sanitätsbataillon 804 (GerEinh), Emden
  -  Sanitätsbataillon 805 (GerEinh), Dortmund
  -  Krankentransportkompanie (Schiene) 801 (GerEinh), Burgsteinfurt
  -  Krankentransportkompanie (Schiene) 802 (GerEinh), Burgsteinfurt
  -  Krankentransportkompanie (Schiene) 803 (GerEinh), Burgsteinfurt
  -  Krankentransportkompanie (Schiene) 804 (GerEinh), Burgsteinfurt
  -  Krankentransportkompanie (Schiene) 805(GerEinh), Sendenhorst
  -  Krankentransportkompanie (Schiene) 806 (GerEinh), Sendenhorst
  -  Krankentransportkompanie (Schiene) 807 (GerEinh), Sendenhorst
  -  Krankentransportkompanie (Schiene) 808 (GerEinh), Meppen
  -  Krankentransportkompanie (Schiene) 809 (GerEinh), Meppen
  -  Krankentransportkompanie (Schiene) 810 (GerEinh), Meppen
  -  Reservelazarettgruppe 801 (GerEinh), Budel (NL)
  -  Reservelazarettgruppe 802 (GerEinh), Ossendrecht (NL)
  -  Reservelazarettgruppe 803(GerEinh), Ossendrecht
  -  Reservelazarettgruppe 804 (GerEinh), Ossendrecht
  -  Reservelazarettgruppe 805 (GerEinh), Uedem
  -  Reservelazarettgruppe 806 (GerEinh), Ossendrecht
  -  Reservelazarettgruppe 807 (GerEinh), Bovigny (BE)
  -  Reservelazarettgruppe 808 (GerEinh), Bovigny
  -  Sanitätsausbildungszentrum 800, Bohmte

Hinweis: die Sanitätslager im Bereich des Territorialkommandos wurden durch das Versorgungskommando 800 betrieben.

## Geschichte
Das Sanitätskommando wurde um 1969 zur Einnahme der Heeresstruktur III in der Niederrhein-Kaserne in Mönchengladbach aufgestellt.
Nach Ende des Kalten Krieges wurde das Sanitätskommando spätestens 1993 mit der Auflösung des Territorialkommandos Nord außer Dienst gestellt.

## Verbandsabzeichen

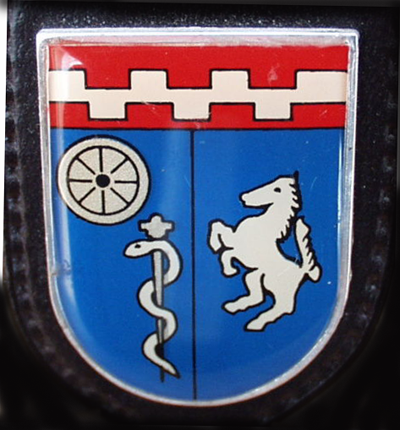
Internes Verbandsabzeichen des Stabes/Stabskompanie

Das Sanitätskommando führte aufgrund seiner Ausplanung als Teil der direkt dem Territorialkommando ähnlich wie Korpstruppen unterstellten Truppen kein eigenes Verbandsabzeichen. Die Soldaten trugen daher das Verbandsabzeichen des übergeordneten Territorialkommandos.
Als „Abzeichen“ wurde daher unpräzise manchmal das interne Verbandsabzeichen des Stabes und der Stabskompanie „pars pro toto“ für das gesamte Sanitätskommando genutzt. Es zeigte das Westfalenpferd, das rot-weiße Wechselzinnenband ähnlich wie im Mönchengladbacher Stadtwappen, den Äskulapstab ähnlich wie im Barettabzeichen des Sanitätstruppe und ein Rad als Zeichen der Befähigung zum Krankentransport. Blau war die Waffenfarbe der Sanitätsdienstes.